# Velarització
La velarització és un fenomen fonètic, un tipus d'assimilació, que altera la pronunciació de determinats sons en contacte amb les consonants velars. Articulatòriament, la velarització representa un desplaçament de la part posterior de la llengua cap al vel del paladar.
En català, les consonants laterals es velaritzen en contacte amb les consonants velars, 
les consonants nasals es velaritzen només davant de les consonants velars.
Alguns exemples: 
- alga on la l sona [ɫ]
- angle on la n sona [ŋ], la l sona [ɫ]
- blanc on la n sona [ŋ] (independentment de si el vostre dialecte pronuncia o no [k] final).

Algunes llengües eslaves tenen sèries de consonants velaritzades (també anomenades dures) que contrasten amb una sèrie de consonants palatalitzades (també anomenades suaus).